# 1574
1574 (MDLXXIV) je bilo navadno leto, ki se je po julijanskem koledarju začelo na petek.

## Dogodki
- 1. januar

## Smrti
- 4. december - Georg Joachim Lauchen von Retij, nemški astronom, matematik, kartograf (* 1514)